# Корги: Краљевски пас великог срца
Корги: Краљевски пас великог срца (енгл. The Queen's Corgi), познат и као Краљичин љубимац, је белгијски анимирани хумористички филм на енглеском језику из 2019. коју је продуцирао nWave Pictures. Филм су режирали Бен Стасен и Винсент Кестелут, а сценаристи су Џон Р. Смит и Роб Спраклинг. Инспирисана краљицом Елизабетом II и њеним љубимцем коргијем, прича прати коргија по имену Рекс који се изгуби и покушава да пронађе пут кући.
Филм је премијерно приказан у Белгији и Француској 3. априла 2019, а у другим земљама широм света, укључујући Кину, Уједињено Краљевство, Латинску Америку, Сједињене Америчке Државе и Русију 2020. Критичари као што је Индипендент су га критиковали изјавивши да је „веома непријатан и ни на који начин није погодан за децу”. Ротен томејтоуз је на основу деветнаест критика оценио филм са нулом. Зарадили су 31 милион долара широм света, а уложено је око 20 милиона.

## Радња
Рекс је краљичин омиљени корги и живи луксузним животом са још три друга коргија у Бакингемској палати. Током посете председника Доналда Трампа са својом супругом Меланијом Трамп и њиховим псом Мици, краљица сугерише да би се можда неки од њених коргија могао показати као прикладан пар за Мици која бира Рекса који уопште није заинтересован за њу. Након што јој Рекс побегне више пута, Мици га на крају јури у трпезарији где случајно уједе председника који се наљути на краљицу. Рекса, који се стиди што је осрамотио краљицу, теши Чарли, још један од краљичиних коргија који је потајно љубоморан на Рексов положај. Намамивши га ван палате лажним обећањем да папа у Ватикану тражи псе, Чарли сакрива Рексову огрлицу и води га до потока са намером да га удави. Рекса тада спасава човек који га одводи у склониште за псе где се Рекс не уклапа са другим псима због својих навика али убрзо стиче пријатеље и заљубљује се у Ванду, другу затвореницу која у почетку није била заинтересована за њега али се убрзо и сама заљубљује што изазива гнев Тајсона, бившег борбеног пса, који такође гаји осећања према Ванди. Рекс на крају убеђује остале псе да удруже против Тајсона и заједно успевају да га победе. Заједно са својим новим пријатељима и Вандом, Рекс се враћа у палату где га чувари не препознају и избацују га јер је Чарли успео да убеди краљицу да су Рекса убиле лисице. Ипак, уз помоћ својих пријатеља, Рекс се ушуња у палату где сви покушавају да спрече Чарлија да постане краљичин главни пас. Међутим, Чарли успева да зароби Рекса и Ванду у собу изазвавши пожар али уз Рексову помоћ Ванда успева да побегне и са пријатељима на време спашава Рекса из запаљених рушевина. Краљица је пресрећна када пронађе Рекса живог и здравог и спрема се да га прогласи главним пасом, међутим, Рекс то одбија јер своју љубав према Ванди цени више него позицију па је препушта Чарлију који је приморан да ожени Мици и пресели се у Америку, док Рекс наставља да живи у палати са својим новим пријатељима.

## Улоге
| Глумац          | Улога          |
| --------------- | -------------- |
| Џек Вајтхол     | Рекс           |
| Џули Волтерс    | Елизабета II   |
| Шеридан Смит    | Ванда          |
| Реј Винстоун    | Тајсон         |
| Мет Лукас       | Чарли          |
| Том Кортни      | Принц Филип    |
| Џон Калшо       | Доналд Трамп   |
| Дебра Стивенсон | Меланија Трамп |